# 摩洛哥伊斯蘭戰鬥團
摩洛哥伊斯蘭戰鬥團，是阿爾蓋達組織在摩洛哥的分支，這組織是塔利班當政時期催生的北非恐怖主義團體。在911事件後，美國和聯合國把它定性為恐怖主義團體。
雖然它主要以摩洛哥為活動基地，但在西歐和各加拿大法語區也有成員活動。這組織也涉及很多北非的恐襲事件，在2003年5月阿爾及利亞卡薩布蘭卡爆炸案45人死，其中12人是施襲者，在2004年馬德里311連環爆炸案有191人死。
2005年10月10日，英國內政部禁止摩洛哥伊斯蘭戰鬥團和其他14個團體在英國活動。英國的反恐2000法案，如成為這些組織成員可被判10年徒刑。